# 尹瑾
尹瑾（1541年—1595年），字崑潤，號莞石，廣東廣州府東莞縣人，軍籍，明朝政治人物。

## 生平
嘉靖四十三年（1564年）甲子科廣東鄉試第五十二名舉人，隆慶五年（1571年）中式辛未科會試第七十名，三甲第二百四十七名進士。戶部觀政，授漳州府推官，萬曆五年（1577年）閏八月升工科給事中，論劾兵部尚書王崇古，使其致仕，巡視河工，八年（1580年）二月升工科右給事中，九年（1581年）二月升兵科左給事中，十年（1582年）三月升吏科都給事中，同年十二月升南京太僕寺少卿，十四年（1586年）引疾致仕歸里，二十三年（1595年）卒於家。

## 著作
著有《莞石集》。

## 家族
曾祖尹重，審理正；祖父尹保衡，壽官；父尹思問。母黃氏。慈侍下。弟尹璣、尹璒。